# Brittons Neck
Brittons Neck es un área no incorporada ubicada del condado de Marion en el estado estadounidense de Carolina del Sur. Britton Neck se encuentra en la parte sur del condado de Marion en Co. Route 908 al sur de Centenario y al norte de EE. UU. Route 378. Britton Neck Elementary School está localizado cerca de la comunidad.